# Stygnus weyrauchi
Stygnus weyrauchi – gatunek kosarza z podrzędu Laniatores i rodziny Stygnidae.

## Występowanie
Gatunek występuje w Peru.